# Into Oblivion (videogioco 1986)
Into Oblivion è un videogioco sparatutto fantascientifico, scritto da Stephen N. Curtis e pubblicato dalla Mastertronic nel 1986 per Amstrad CPC e ZX Spectrum. 